# Ana Guerra
Ana Alicia Guerra Morales (San Cristóbal de La Laguna, Tenerife, 18 de febrero de 1994), conocida como Ana Guerra, es una cantante, compositora, presentadora y actriz de musicales española que se dio a conocer por su participación en el programa Operación Triunfo 2017.
Fue candidata para representar a España en el Festival de Eurovisión 2018, con dos temas, «El remedio», y un tema en dueto con la también concursante Aitana Ocaña titulado «Lo malo». Finalmente, ambas cantantes no fueron seleccionadas para representar al país en el certamen europeo. El sencillo «Lo malo» que quedó en tercer lugar con un 26 %, alcanzó el número uno en las listas musicales de España y obtuvo cinco discos de platino con más de 200.000 compras digitales.
Tras su salida de OT 2017, Ana Guerra publicó en plataformas digitales su tema «Ni la hora», el cual contó con la colaboración de Juan Magán. En su primera semana de lanzamiento se posicionó en el número uno de la lista de ventas oficial española y certificándose como triple disco de platino al superar las 120.000 ventas. En 2018 se convirtió en la segunda artista femenina española en la historia en tener dos canciones por encima de 30 millones de streams en Spotify España. Ana Guerra cita a Juan Luis Guerra, Michael Bublé y Luis Miguel como sus influencias artísticas. Según una encuesta elaborada por la agencia Personality Media en 2020, Ana Guerra es identificada por el 71 % de la población española. Por su parte, en 2023 se proclamó ganadora de la tercera edición del programa El desafío de Antena 3.

## Biografía
Se inició en el mundo de la música impulsada por su padre. Según refiere Ana, en su niñez un día su padre compró un karaoke y ese mismo día Ana aprendió de memoria una canción de Tamara en menos de diez minutos, mostrando desde ese momento una gran aptitud para la música.
Cursó ocho años de flauta travesera en el Conservatorio Profesional de Música de Santa Cruz de Tenerife. Más tarde, Guerra trabajó como asesora de perfumería, camarera y actriz de musicales.

## Carrera musical

### Inicios
En 2002, apareció por primera vez en televisión en el programa Menudas estrellas, presentado por Alonso Caparrós. Más tarde participó en Veo Veo, presentado por Teresa Rabal. Guerra también apareció en el programa A tu lado de Telecinco, en donde un productor aconsejó a su padre para que estudiara música.
Más tarde, Ana fue también parte del Concierto de Navidad con la Orquesta Sinfónica de Tenerife. Además, ha actuado en el Carnaval de Santa Cruz de Tenerife, como vocalista de una de las comparsas, así como en la gala de elección de la Reina del Carnaval.
También actuó como solista y formando parte de otros grupos musicales, especialmente en la formación Fran Baraja y La Banda Reparte, apareciendo en los videoclips del «Rock de la catedral». Del mismo modo, actuó en los principales teatros y auditorios de la isla de Tenerife, hasta que en 2015, se trasladó a Madrid en busca de más oportunidades profesionales.
En su currículum destacan los musicales Jesucristo Superstar y Evita, formando parte del elenco de producciones del Auditorio de Tenerife. Este último show estuvo en cartel en la Gran Vía madrileña durante más de un mes.

### 2017-2018:Operación Triunfo 2017

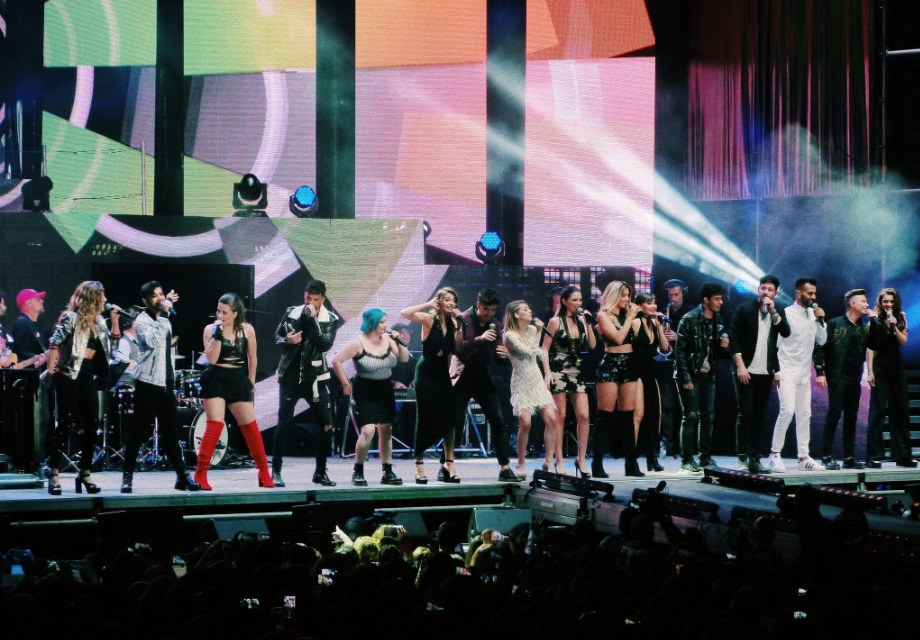
Actuación de la gira de OT 2017, en Pamplona (Ana Guerra es la sexta por la izquierda)

En 2017 se presentó al casting de Operación Triunfo 2017, programa de televisión que volvía tras años sin emisión. Fue escogida como una de los 16 participantes del talent show y quedó clasificada como quinta finalista. Tras su salida del programa, Ana y el resto de compañeros del concurso iniciaron la gira OT 2017 en concierto en Barcelona y recorrieron varias ciudades a lo largo de todo el año.
Como finalista de OT 2017, fue candidata a representar a España en el Festival de Eurovisión de 2018 con dos temas, «El remedio», y un tema a dúo junto a Aitana titulado «Lo malo». La gala de selección de la canción tuvo lugar el 29 de enero y Ana Guerra llegó a la fase final sólo con «Lo malo». Finalmente, quedó en tercera posición.
El 16 de marzo, Universal Music España lanzó el primer álbum recopilatorio de la cantante en forma de revista en su edición física, titulado «Ana Guerra, sus canciones», que recoge las interpretaciones de la cantante durante su paso por Operación Triunfo.

### 2018: primeros trabajos después deOT
Tras su paso por Operación Triunfo 2017, Aitana y Ana Guerra publicaron la versión definitiva de «Lo malo», la cual se convirtió en un éxito de ventas en España, consiguiendo cinco discos de platino.
En marzo de 2018, grabó el tema principal de la serie de TVE Fugitiva, que vino acompañada de un pequeño vídeo musical mezclado con escenas de la misma. Ese mismo mes, Guerra acudió a los Premios Dial celebrados en el Centro Internacional de Ferias y Congresos de Tenerife, junto a algunos de sus compañeros de OT 2017.
El 27 de abril publicó una remasterización de «El remedio», la canción que presentó en solitario a la preselección de Eurovisión, compuesta por Nabález con tintes latinos la cual fue incluida en su primer álbum de estudio.
En julio anunció en sus redes sociales que el día 6 de ese mismo mes, lanzaría en plataformas digitales «Ni la hora», un tema en el que colaboró con el cantante Juan Magán. Según la artista, eligió colaborar con Magán ya que es un artista que no discrimina a las mujeres en sus videoclips y canciones. El vídeo de «Ni la hora» consiguió más de 2,5 millones de visitas en YouTube en tres días, para apenas dos días después, la cifra subir a 4,5 millones y a los 10 días, superó los 8 millones de visitas. El tema se posicionó en el número 1 de la lista de ventas oficial española en su primera semana de lanzamiento. Para agosto de 2018 se certificó como quinto disco de platino pues superó las 40.000 ventas mientras que en las plataformas musicales en línea superó las 35 millones de reproducciones en Spotify y Youtube y siendo escuchada en más de 17 países de Europa y Latinoamérica. El éxito de la canción convirtió a Guerra en la primera concursante de OT 2017 en conseguir un disco de platino en solitario.
El 20 de septiembre fue nominada en LOS40 Music Awards 2018 en las categorías de Artista Revelación del Año, junto a Aitana, y Canción del Año por «Lo malo». Finalmente, recibió el premio a Artista Revelación del Año.
El 7 de diciembre se publica «Bajito», el segundo sencillo de la cantante y adelanto de su primer álbum de estudio, que vería la luz a principios de 2019.

### 2019-2020: Reflexión
El 25 de enero de 2019 y tras una larga espera, finalmente Ana Guerra publica su primer álbum de estudio denominado «Reflexión». Este incluye 9 canciones, de las cuales ya se conocían varios temas como «Ni la hora», «Bajito» y «Lo Malo (remix)». Además, incluye una versión acústica de «Ni la hora». El álbum fue todo un éxito, posicionándose en el N.º 2 en listas de ventas oficiales.
A principios del mismo año, Ana participó como artista invitada en el nuevo disco de David Bustamante titulado «Héroes en tiempos de Guerra», en concreto en la canción «Desde que te vi». Guerra ya había cantado con Bustamante en directo en el concierto Caminando Juntos en el Estadio Santiago Bernabéu de Madrid en junio de 2018.

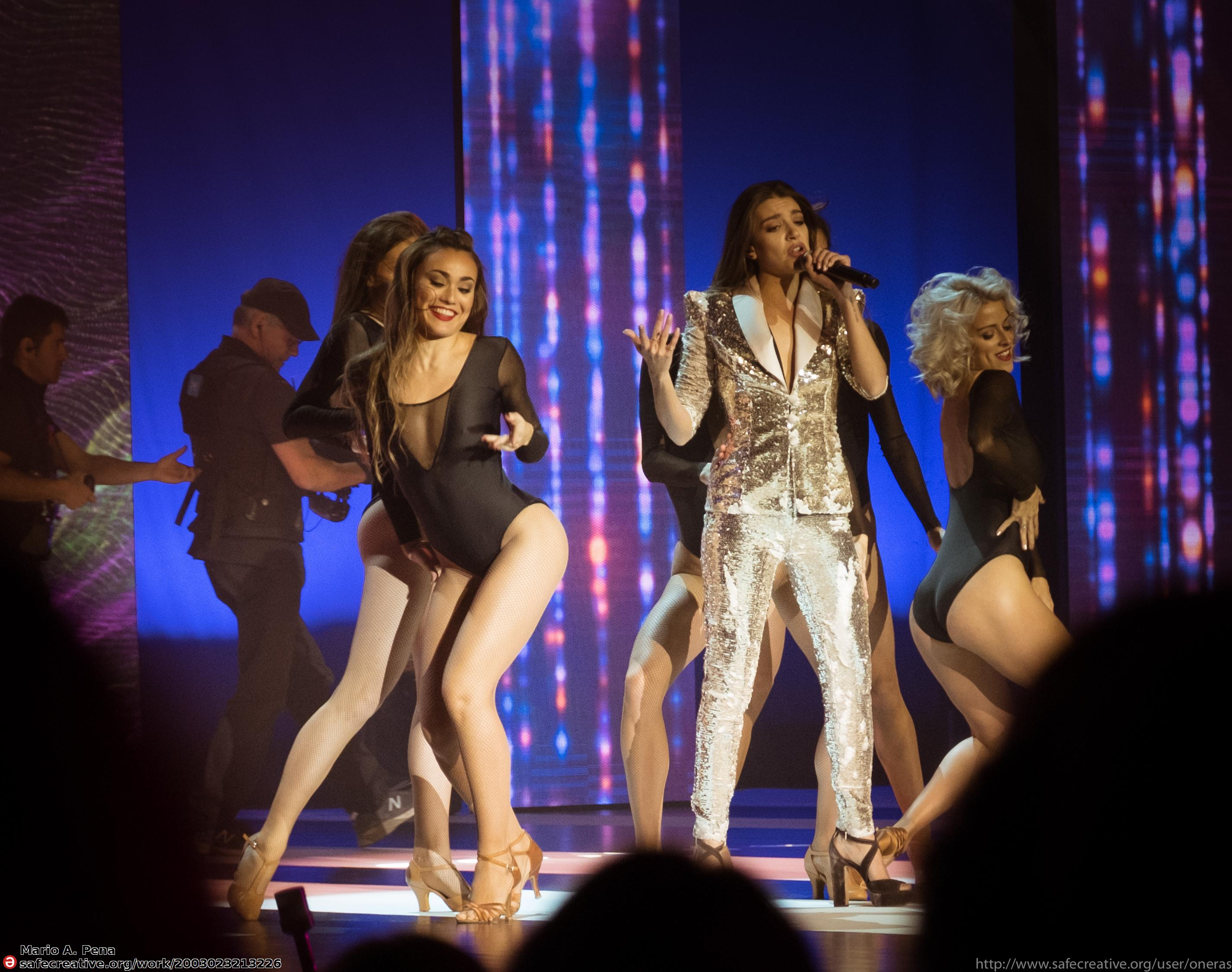
Ana Guerra durante su actuación en los Premios Forqué 2019, en Zaragoza

El 5 de febrero se anunció que su sencillo «Bajito» se certificó como disco de oro en España al superar las 20.000 unidades reales de venta digital y streaming. Por su parte, el 21 de febrero Ana Guerra y su compañera de Operación Triunfo 2017 Aitana Ocaña cantaron juntas «Lo malo» en los Premios Lo Nuestro en Miami, unos galardones que concede Univisión a los músicos hispanos del año.
Meses después, Ana apareció junto a su compañero de OT 2017 Roi Méndez en el segundo episodio de 99 lugares donde pasar miedo, emitido el 4 de mayo de ese año en Discovery MAX, donde visitaron el Lago Ness, el Castillo de Comlongon y el Cementerio Greyfriars en Escocia.
Durante el verano de 2019, Ana recorrió España con el Tour Reflexión, visitando ciudades como Madrid, Sevilla o Barcelona, así como distintos festivales y eventos. A la vez que continuaba su primera gira en solitario, el 9 de agosto vio la luz «Sayonara», un nuevo sencillo junto al cantante colombiano Mike Bahía.
Una vez finalizada su primera gira en solitario, entre septiembre de 2019 y enero de 2020, Ana Guerra recorrió 16 ciudades de toda España junto a su compañero de OT 2017 Luis Cepeda en la gira ImaginBank. Durante esta gira, los dos cantantes compusieron «Culpable O No», canción que fue lanzada en todas las plataformas en el mes de diciembre.
Durante 2019, Ana también colaboró con el cantante italiano Tiziano Ferro en el tema «Acepto Milagros». Además durante ese año, Ana Guerra compartió escenario con grandes estrellas de la música en español como Alejandro Sanz y Juan Luis Guerra.
Durante el verano de 2020, la artista canaria estuvo girando por algunas ciudades con su Tour Siente.

### Campanadas de Fin de Año 2020-2021
En noviembre de 2020, Televisión Española anunció que Ana Guerra presentaría en directo para toda España las campanadas de Nochevieja 2020-2021 desde Santa Cruz de Tenerife acompañada de Roberto Herrera, presentador de la cadena de Televisión Española en Canarias. Dicha retransmisión se realizó desde el Real Casino de Tenerife junto a la Plaza de España de la ciudad. Las campanadas fueron seguidas por 4.734.000 espectadores con una cuota de pantalla del 27,2%.

### 2021-2023: La luz del martes

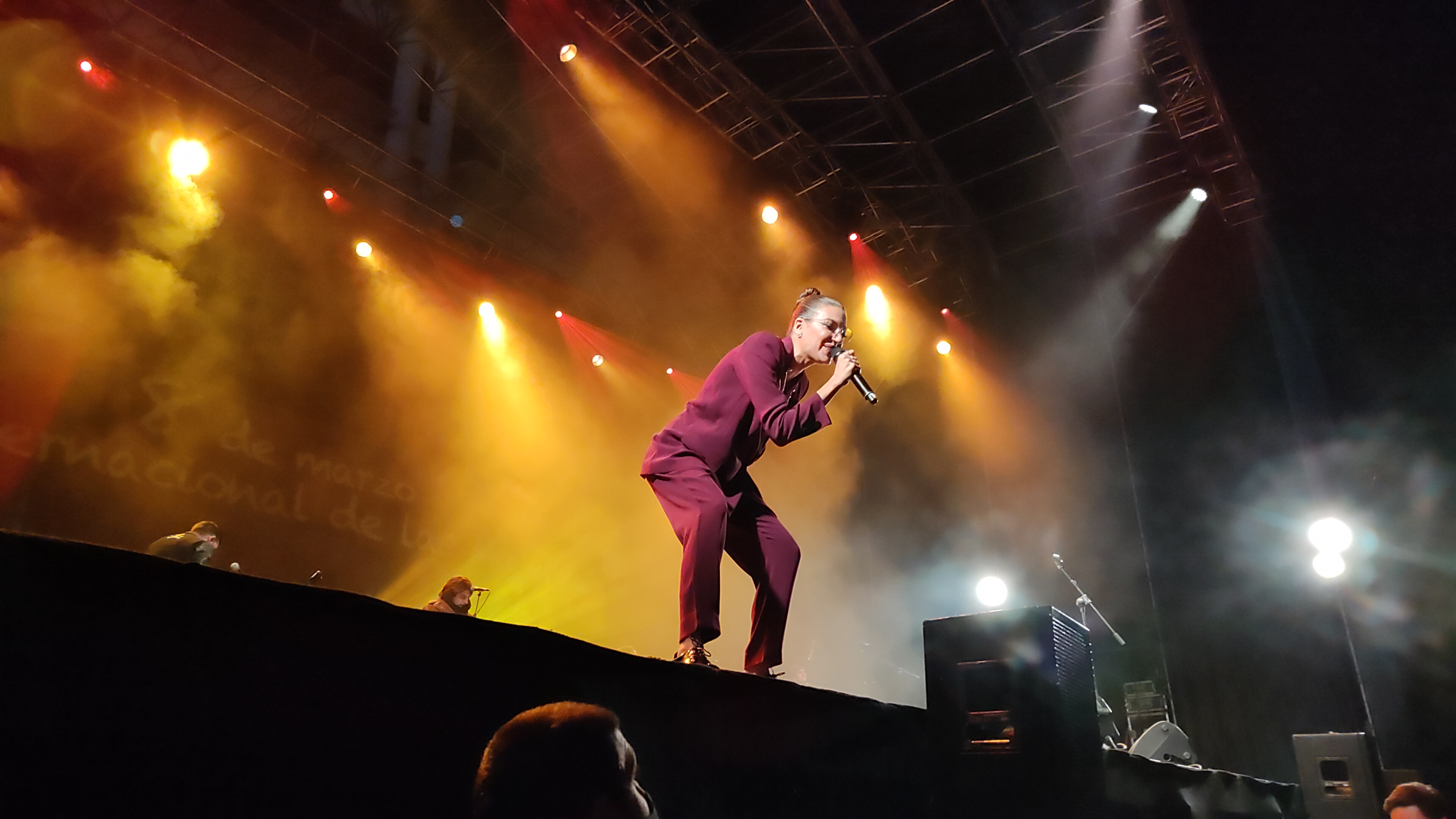
Ana Guerra durante un concierto en Fuenlabrada en 2022

A principios de 2020, Ana Guerra confirmaba que estaba trabajando en lo que será su segundo álbum de estudio. Posteriormente anunció que el mismo se publicaría en 2021. El 24 de agosto del mismo año, Ana desvela el título de su segundo álbum y la fecha de su publicación: «La luz del martes», el cual saldría a la venta a partir del 24 de septiembre de 2021. El disco se posicionó en el cuarto puesto en la lista española de discos durante la primera semana de lanzamiento. Con el lanzamiento de su disco, comenzó la gira Lo que nunca te dije por la que recorrió algunas partes del territorio español.
En julio, Ana Guerra fue confirmada como una de las ganadoras de los Premios Dial de ese año. Durante la Gala de entrega de dichos premios que tuvo lugar el 24 de noviembre, Ana fue la encargada de presentar el acto junto a Luis Larrodera y de cantar en el mismo.
El 22 de enero de 2022, Ana Guerra actuó en el mítico Teatro de la Maestranza de Sevilla, dentro de su gira Lo que nunca te dije.

### 2023-actualidad: Érase una vez y Sin final
En noviembre de 2023, Ana reveló que estaba trabajando en su próximo álbum, el cual estaría dividido en dos partes y vería la luz a finales de ese año.
El 15 de diciembre fue publicado el nuevo EP titulado «Érase una vez», una colección de cuatro canciones acompañadas de una carpeta personalizada y firmada por la cantante. Se trata de un disco dedicado a sus fanes. El tracklist incluye «Cara a Cara», «No Sabe a Nada», «Érase una vez» y «Tiempo de Descuento». El EP volvió a posicionar a Ana Guerra como una de las artistas referentes en el pop nacional en España con influencia también en Latinoamérica.
«Érase una vez» es un álbum dividido en dos, la segunda parte salió al mercado en 2024. En agosto del mismo año, se anunció el título de la segunda parte de este álbum «Sin final», y la fecha de su lanzamiento, el 27 de septiembre. El tracklist incluye las canciones «Contar Mentiras», «Me Quiero Más a Mí» (colaboración con Chenoa), «El Mundo Al Revés», «Quemar Madrid», «Cara a Cara», «Tal Para Cual», «Yo Sin Tú», «Canción de Luto» (colaboración con Coti), «Bailar Para Siempre» y «Cambio De Hora».

## Publicidad y otros proyectos
En marzo de 2018, tras su salida del programa grabó la canción «Fugitiva», que es la cabecera de la serie del mismo nombre de TVE. En junio de ese mismo año, Ana se convirtió, en imagen de la marca de cosmética española Camaleón Cosmetic. Meses más tarde sería la imagen promocional para la marca Skechers España.
El primer anuncio de televisión de 2019, que se emitió tanto en Antena 3 como en Telecinco, Cuatro y La Sexta fue la canción «El mundo entero», la cual fue producida por Coca Cola y protagonizada por algunos de los ex-concursantes de Operación Triunfo 2017: Ana Guerra, Agoney Hernández, Aitana Ocaña, Raoul Vázquez y Mimi Doblas.
En septiembre de 2019, Ana Guerra sería imagen de la presentación de la nueva colección para 2020 de la empresa Pronovias.
En septiembre de 2020, Ana hace una cover de la canción de Raffaella Carrà titulada «En el amor todo es empezar», y que fue la banda sonora de la película española Explota Explota. En noviembre de ese año interpretó el tema musical de un cortometraje de Navidad de Disney titulado «Historias que nos unen». Esa Navidad también colaboró con el cantante Raphael en el videoclip de la canción «¡Contigo siempre es Navidad!». El proyecto contó con la presencia de otros cantantes del panorama musical español tales como Bely Basarte, María Parrado, Luis Cepeda, Antonio José y Miriam Rodríguez, entre otros.
A comienzos de 2021 colaboró en el videoclip de la canción «Es lo que hay» del cantante y compañero de OT 2017 Ricky Merino. Dicho videoclip contó también con la participación de Roi Méndez.
El 8 de enero de 2022, Ana Guerra fue una de las cantantes participantes en el concierto solidario Más fuertes que el volcán, el cual fue organizado por Radio Televisión Española con el fin de recaudar fondos para los damnificados por la erupción volcánica de La Palma de 2021. Por su parte, el 8 de marzo, Ana participó en el concierto benéfico Mujeres cantan a Rocío Jurado coincidiendo con el Día Internacional de la Mujer.
En septiembre de 2022 promocionó en el Festival de Cine de San Sebastián el reality show de aventuras Discovering Canary Islands de Rakuten TV. Se trata de un programa en el que los concursantes van explorando varios rincones de las Islas Canarias.
A finales de dicho año, se confirma su participación oficial como concursante en la tercera edición del programa El Desafío de Antena 3, junto con personalidades como Rosa López, Boris Izaguirre, Florentino Fernández, Laura Escanes, Jorge Lorenzo, Mariló Montero, José Yélamo, Jorge Blanco y Marron. El 17 de marzo de 2023, Ana Guerra se alzaba con la victoria imponiéndose a Rosa López y convirtiéndose en la ganadora de la tercera edición del programa.
Entre marzo y mayo de 2023, Ana Guerra fue una de las presentadoras del talent musical de RTVE llamado Cover night, junto a Ruth Lorenzo y Abraham Mateo. En abril de ese año, por su parte, fue imagen de la campaña de Cerveceros de España.
A finales de ese año, Ana versionó la canción principal de la nueva película de Disney Wish: el poder de los deseos, titulada «Mi deseo». Un tema que es la versión en español de «This Wish», interpretada por la cantante Ariana DeBose en su versión original en inglés. Se trata de la segunda ocasión en la que la cantante canaria colabora con Disney, pues ya en 2020 interpretó el tema musical de un cortometraje de Navidad para dicho ente.
El 23 de noviembre de 2023, Ana Guerra protagonizó el encendido de Navidad de Madrid desde la Puerta del Sol. Al día siguiente, Ana también participó en el encendido navideño de su ciudad natal, San Cristóbal de La Laguna.
Ana Guerra fue una de las invitadas a la decimoprimera edición de los Premios Platino, celebrada la noche del 20 de abril de 2024, en la Riviera Maya en México. Durante la gala, Ana cantó a tres voces con Mariaca Semprún y Majida Issa. Por su parte, el 7 de agosto de ese año actuó en la Casa de España del Comité Olímpico Español en París (Francia), para expresar su apoyo a la delegación nacional en los Juegos Olímpicos de París 2024.
El 3 de septiembre de 2024, Ana Guerra fue confirmada como la encargada de inaugurar musicalmente la gala inaugural de la decimonovena edición del reality show Gran Hermano de Telecinco, tras siete años sin emisión. El 21 de septiembre compartió escenario con la cantante Isabel Pantoja dentro de la Gira 50 Aniversario de esta última, en el Centro Internacional de Ferias y Congresos de Tenerife.
En diciembre participó en el videoclip de la nueva versión del villancico canario «Una sobre el mismo mar», con motivo de los 30 años del estreno del mismo.
En febrero de 2025 se confirmó su participación como concursante de la temporada 12 del programa Tu cara me suena de Antena 3.

## Vida personal
Ana Guerra es abiertamente bisexual.
En octubre de 2023 anunció su compromiso con el actor Víctor Elías. En febrero de 2024 anunciaron su boda, la cual tendría lugar el 31 de octubre de ese año, celebrándose en la finca Prados Moros, en la sierra de Guadarrama en Madrid. Al enlace asistieron más de 300 invitados, entre ellos varias personalidades del mundo de la música y la televisión de España, siendo oficiada la ceremonia por el actor Fran Perea, amigo de la pareja. El acontecimiento fue calificado como la boda del año por varios medios de comunicación. El día anterior tuvo lugar la ceremonia religiosa, ésta mucho más íntima que la civil. Se realizó en la ermita de la Virgen del Puerto de Madrid, cerca de la catedral de la Almudena.

## Discografía

### EP
- 2023: Érase una vez

### Álbumes de estudio
- 2018: Sus canciones (Operación Triunfo 2017)[94]
- 2019: Reflexión
- 2021: La Luz del martes[95]
- 2024: Sin final

## Giras

### Grupales
- Gira de Operación Triunfo 2017 (2018)
- Gira ImaginBank con Cepeda (2019)

### En solitario
- Tour Reflexión (2019)
- Tour Siente (2020)
- Tour Lo que nunca te dije (2021-2022)
- Tour Si Me Quisieras (2023)[96]
- Tour Hilo Rojo (2025)

## Televisión

#### Programas de televisión
| Año       | Título                                    | Notas                   | Ref.    |
| --------- | ----------------------------------------- | ----------------------- | ------- |
| 2002      | Menudas estrellas                         | Concursante             | [ 97 ]  |
| 2002      | Veo veo                                   | Concursante             | [ 98 ]  |
| 2017-2018 | Operación Triunfo 2017                    | Concursante             | [ 99 ]  |
| 2018      | Tu cara me suena                          | Invitada                | [ 100 ] |
| 2018      | Rosana y amigos                           | Colaboradora            | [ 101 ] |
| 2018-2025 | Pasapalabra                               | Invitada                | [ 102 ] |
| 2018      | Viva la vida                              | Invitada                | [ 103 ] |
| 2018      | Aquí la Tierra                            | Invitada                | [ 104 ] |
| 2018      | Lo siguiente                              | Invitada                | [ 105 ] |
| 2018-2025 | El hormiguero                             | Invitada                | [ 106 ] |
| 2019-2021 | Corazón                                   | Invitada                | [ 107 ] |
| 2019-2021 | La resistencia                            | Invitada                | [ 108 ] |
| 2020-2023 | Zapeando                                  | Invitada                | [ 109 ] |
| 2020      | Cocina al punto con Peña y Tamara         | Invitada                | [ 110 ] |
| 2020-2021 | Campanadas de fin de año                  | Presentadora            | [ 111 ] |
| 2021      | La noche D                                | Invitada                | [ 112 ] |
| 2022      | Fuera del mapa                            | Invitada                | [ 113 ] |
| 2022      | Veo cómo cantas                           | Invitada                | [ 114 ] |
| 2022      | Plano General                             | Invitada                | [ 115 ] |
| 2022      | Martínez y Hermanos                       | Invitada                | [ 116 ] |
| 2023      | Cover Night                               | Presentadora, backstage | [ 117 ] |
| 2023      | That’s My Jam España                      | Invitada                | [ 118 ] |
| 2023      | La tarde, aquí y ahora                    | Invitada                | [ 119 ] |
| 2024      | Baila como puedas                         | Concursante             | [ 120 ] |
| 2024      | Ilustres ignorantes                       | Invitada                | [ 121 ] |
| 2024      | Grand Prix                                | Invitada                | [ 122 ] |
| 2024      | Gran Hermano                              | Invitada                | [ 123 ] |
| 2024      | Gala 25 aniversario de Televisión Canaria | Invitada                | [ 124 ] |
| 2024      | Gala 60 aniversario de TVE Canarias       | Presentadora            | [ 125 ] |
| 2025      | Hay una cosa que te quiero decir          | Invitada                | [ 126 ] |
| 2025      | Pasa sin llamar                           | Invitada                | [ 127 ] |

#### Como concursante
| Año       | Título                          | Notas           | Ref.   |
| --------- | ------------------------------- | --------------- | ------ |
| 2002      | Menudas estrellas               |                 | [ 97 ] |
| 2002      | Veo veo                         |                 | [ 98 ] |
| 2017-2018 | Operación Triunfo 2017          | 5.ª finalista   | [ 99 ] |
| 2019      | La mejor canción jamás cantada  | Eliminada       |        |
| 2023      | Tu cara me suena: Gala de Reyes | 4.ª clasificada |        |
| 2023      | El desafío                      | Ganadora        |        |
| 2024      | Baila como puedas               | Subcampeona     |        |
| 2025      | Tu cara me suena                | 4.ª finalista   |        |

## Premios y nominaciones
A lo largo de su trayectoria, Ana Guerra ha sido galardonada con diversos premios.

## Obras
- Guerra, Ana; Pancorbo Parras, Elena (2019). Con una sonrisa. Editorial Planeta, S.A. ISBN 9788408207856.[128]

## Reconocimientos
- 2018: Hija adoptiva de Murcia.[129]
- 2023: Embajadora de Ribadeo (Lugo).[130]